# Adrian Flügel
Adrian Flügel (* 1991) ist ein deutscher Rettungsschwimmer.

## Leben
Als 13-Jähriger fing Flügel mit dem Rettungsschwimmen an. Er lebte in Magdeburg, trainierte zeitweise in Halle (Saale) und war Sportsoldat in Warendorf. Bei den Weltmeisterschaften 2012 in Australien startete er in vier Disziplinen. Er holte dabei WM-Gold in 100 Meter Retten mit Gurtretter und in der 4 mal 50 Meter Hindernisstaffel. Außerdem holt er Bronze in der 4 mal 25 Meter Rettungsstaffel gemeinsam mit Christian Ertel, Christoph Ertel und Danny Wieck. Er nahm an den World Games 2013 im kolumbianischen Cali teil. Bei den Europameisterschaften 2015 wurde er mit der Hindernisstaffel Europameister.

## Auszeichnungen
2012 durfte sich Flügel in Anerkennung seines sportlichen Erfolgs als Rettungsschwimmer bei den Weltmeisterschaften in das Goldene Buch der Stadt Magdeburg eintragen. Im Jahr 2013 wurde ihm vom Bundespräsidenten Joachim Gauck das Silberne Lorbeerblatt verliehen.